# Abri du Benoît-Champy
L'abri du Benoît Champy est une remise à bateau située à Cayeux-sur-Mer, en France, qui abrite le canot de sauvetage Benoît-Champy.

## Description
L'abri est une construction en briques couverte d'un toit à deux pans. Il s'agit d'un bâtiment avant tout fonctionnel.
L'abri héberge le canot de sauvetage Benoît-Champy, ainsi que la totalité du matériel nécessaire à sa mise en fonction.

## Localisation
Le bâtiment est situé dans le département français de la Somme, sur la commune de Cayeux-sur-Mer, sur le front de mer.

## Historique
La station de Cayeux de la société centrale de sauvetage des naufragés est créée en 1876. Le premier abri du canot de sauvetage est construit en 1879, sur l'actuelle place de l'Amiral-Courbet. En 1913, à la suite de l'essor de la station balnéaire, l'abri est déplacé sur le front de mer, sur le boulevard du Général-Sizaire. Ce nouveau bâtiment est une reconstruction à l'identique du précédent, en réutilisant ses matériaux.
En 1957, la station de sauvetage de Cayeux est fermée. L'abri n'est cependant pas démoli ; abritant toujours le Benoît-Champy, il est inscrit au titre des monuments historiques en 2006.